# رامون رودريغيز
رامون رودريغيز (بالإسبانية: Ramón Rodríguez)‏ هو سياسي من السلفادور، تولى منصب رئيس السلفادور.